# Семёнов, Сергей Андреевич
Серге́й Андре́евич Семёнов (16 июля 1906, Москва — 15 сентября 1956, Москва) — советский оператор документального кино, фронтовой кинооператор в годы Великой Отечественной войны. Лауреат четырёх Сталинских премий (1946, 1947, 1948, 1949).

## Биография
Родился в Москве в рабочей семье. С 1920 по 1925 год — моторист в Высшей школе военных лётчиков. Работать в кино начал в 1925 году как киномеханик на студии «Госвоенкино». С 1928 года — оператор хроники студии «Востоккино», в 1930 году окончил курсы звукооператоров в Ленинграде. С 1933 года — звукооператор, с 1935 года — оператор на Московской студии «Союзкинохроники». С начала Великой Отечественной войны оператор фронтовых киногрупп Черноморского флота, Юго-Западного и Калининского фронтов. После войны на ЦСДФ. Автор сюжетов для кинопериодики: «Железнодорожник», «На защиту родной Москвы», «Новости дня», «Пионерия», «Советское искусство», «Социалистическая деревня», «Союзкиножурнал».
Член ВКП(б) с 1945 года.
Скончался 15 сентября 1956 года в Москве.

### Семья
Жена — Марианна Сергеевна Варейкис (1906—не ранее 1948), режиссёр-документалист.

## Работы в фильмах
Оператор
- 1932 — Человек с орденом (совместно с Б. Франциссоном)
- 1935 — Против войны и фашизма (спецвыпуск; совместно с М. Ошурковым, И. Беляковым, С. Гусевым)
- 1935 — Рулевой Коминтерна — Георгий Димитров (спецвыпуск; совместно с М. Ошурковым)
- 1935 — Славная годовщина (совместно с А. Казаковым, В. Соболевым)
- 1936 — X съезд ВЛКСМ (совместно с группой операторов)
- 1936 — Конференция работников киноплёночных фабрик (совместно с И. Семененко, В. Соловьёвым, Б. Буртом)
- 1937 — К. С. Станиславский (репетиция спектакля «Тартюф») (совместно с В. Соловьёвым)
- 1937 — Побеждённые пространства (совместно с Н. Вихиревым, К. Писанко, П. Лампрехтом)
- 1938 — Горняки (совместно с М. Глидером, Э. Гросманом, П. Лампрехтом)
- 1939 — Двадцать пятый МЮД (совместно с И. Беляковым, С. Гусевым, Р. Карменом, М. Ошурковым)
- 1939 — Песни и пляски горняков Донбасса (совместно с М. Ошурковым)
- 1940 — В. Маяковский
- 1940 — Дорога в будущее (совместно с В. Соловьёвым)
- 1940 — Максим Горький (совместно с А. Шафраном, О. Рейзман, Н. Самгиным)
- 1940 — СССР — великая железнодорожная держава (совместно с К. Кутуб-заде)
- 1941 — Танкисты – сталинцы (совместно с Д. Рымаревым)
- 1942 — XXV Октябрь (совместно с И. Беляковым, С. Гусевым, Р. Карменом, М. Ошурковым)
- 1942 — День войны (совместно с группой операторов)
- 1942 — Концерт фронту (совместно с В. Доброницким, Ф. Проворовым)
- 1942 — Наши женщины (совместно с Г. Симоновым, Д. Шоломовичем)
- 1943 — Битва за нашу Советскую Украину (совместно с группой операторов)
- 1943 — Гимн партии большевиков
- 1943 — Конференция трёх министров (совместно с группой операторов)
- 1943 — Краснознаменная (совместно с В. Килосанидзе, А. Аджибегашвили)
- 1943 — Любимая дочь советского народа (совместно с И. Беляковым, Б. Макасеевым, К. Писанко)
- 1943 — По следам фашистского зверя
- 1944 — XXVII Октябрь (совместно с группой операторов)
- 1944 — Гимн Советского Союза
- 1944 — За честь, свободу и независимость (совместно с И. Беляковым, В. Доброницким, Б. Макасеевым, Р. Халушаковым)
- 1944 — Кавказ (совместно с группой операторов)
- 1944 — Клятва молодых (совместно с группой операторов)
- 1944 — Москва сегодня (совместно с Р. Халушаковым, Б. Небылицким, В. Лейзерсон)[5]
- 1944 — Наши женщины (совместно с Г. Симоновым, Д. Шоломовичем)
- 1945 — XXVIII Октябрь (совместно с группой операторов)
- 1945 — Берлин (совместно с группой операторов)
- 1945 — К пребыванию в Москве Государственного секретаря США Э. Стеттиниуса (совместно с Т. Бунимовичем, Г. Монгловской, А. Шафраном, В. Штатландом, В. Цитроном)
- 1945 — Киноконцерт (совместно с В. Доброницким)
- 1945 — Повесть о наших детях (совместно с группой операторов)
- 1945 — Подписание договора о дружбе, взаимной помощи между СССР и Польской республикой (совместно с группой операторов)
- 1945 — Поместный собор Русской Православной церкви (совместно с А. Каировым, П. Русановым, М. Цирюльниковым, Г. Монгловской)
- 1945 — Процесс Окулицкого и других (совместно с А. Кричевским, Б. Макасеевым, Р. Халушаковым)
- 1945 — Похороны А. С. Щербакова (совместно с группой операторов)
- 1945 — Похороны маршала Советского Союза Б. М. Шапошникова (совместно с группой операторов)
- 1945 — Физкультурный парад 1945 года (совместно с группой операторов)
- 1946 — День авиации (спецвыпуск; совместно с группой операторов)
- 1946 — К подписанию договора между СССР и Чехословацкой республикой о Закарпатской Украине (спецвыпуск; совместно с группой операторов)
- 1946 — Молодость нашей страны (совместно с В. Доброницким, М. Трояновским)
- 1946 — На процессе главных немецких преступников в Нюрнберге (совместно с Б. Макасеевым)
- 1946 — Народные таланты (совместно с Ю. Монгловским, А. Щекутьевым)
- 1946 — Судебный процесс Семёнова (совместно с Ю. Монгловским, Р. Халушаковым, И. Беляковым)
- 1946 — Суд народов (совместно с Р. Карменом, Б. Макасеевым, В. Штатландом)
- 1947 — 1-е Мая 1947 года (совместно с И. Беляковым)
- 1947 — 1-я сессия Верховного Совета РСФСР (совместно с И. Беляковым)
- 1947 — Москва — столица СССР (совместно с В. Доброницким, Ю. Монгловским, А. Хавчиным, Г. Монгловской, О. Рейзман)
- 1948 — 30 лет комсомола
- 1948 — 50 лет МХАТу (совместно с И. Беляковым)
- 1948 — Демократическая Венгрия (совместно с Е. Ефимовым)
- 1948 — Зимняя спартакиада РСФСР (совместно с И. Беляковым, В. Ешуриным)
- 1948 — Концерт юных талантов
- 1949 — 1 Мая 1949 года (совместно с группой операторов)
- 1948 — Кубок СССР (совместно с группой операторов)
- 1949 — День Воздушного флота СССР (совместно с группой операторов)
- 1949 — Конференция московских большевиков (совместно с В. Ешуриным)
- 1949 — Мир победит войну (совместно с группой операторов)
- 1949 — Молодые строители коммунизма (совместно с группой операторов)
- 1949 — Пасхальные дни в Москве (совместно с И. Беляковым)
- 1949 — По почину москвичей (совместно с группой операторов)
- 1949 — Посланцы молодости (совместно с группой операторов)
- 1949 — Пребывание албанской делегации в СССР (совместно с группой операторов)
- 1949 — Пушкинские дни (совместно с группой операторов)
- 1949 — Слово 28 миллионов (совместно с группой операторов)
- 1950 — В гостях у советских колхозников (совместно с М. Силенко)
- 1950 — Женщины в борьбе за мир
- 1950 — Корейские артисты в Москве (совместно с Р. Халушаковым, А. Щекутьевым)
- 1951 — Всесоюзные соревнования фигуристов (совместно с И. Гутманом, Д. Рымаревым)
- 1951 — День Воздушного флота СССР (совместно с группой операторов)
- 1951 — Китайский цирк (совместно с М. Ошурковым)
- 1951 — На арене цирка (совместно с М. Ошурковым, Е. Мухиным)
- 1951 — По берегам верхней Волги (совместно с А. Шафраном, Д. Каспием)
- 1952 — Библиотека им. В. И. Ленина
- 1952 — Конференция церквей и религиозных объединений в СССР в защиту мира (совместно с В. Мищенко, А. Сологубовым, В. Штатландом)
- 1953 — Великое прощание (совместно с группой операторов)
- 1953 — Встреча друзей (совместно с Н. Вихиревым, С. Киселёвым, Е. Яцуном)
- 1953 — Китайская выставка в Москве (совместно с И. Грачёвым)
- 1953 — Мастера фигурного катания (совместно с Б. Макасеевым, Е. Мухиным, М. Ошурковым, Р. Халушаковым)
- 1953 — По берегам Средней Волги (совместно с И. Гутманом)
- 1954 — Вальс на льду (совместно с Г. Захаровой, А. Левитаном, Е. Мухиным, Н. Соловьёвым)
- 1954 — ГУМ (совместно с Е. Лозовским)
- 1955 — Варшавские встречи
- 1955 — Мы встречались на Эльбе (совместно с Е. Мухиным, Л. Зайцевым, С. Коганом, Ю. Бородяевым)
- 1955 — Народное искусство Китая
- 1955 — Переговоры между правительственными делегациями Советского Союза и Германской Федеральной Республики (совместно с В. Киселёвым, М. Ошурковым, В. Ходяковым, А. Щекутьевым)
- 1955 — Песни над Вислой (совместно с А. Форбертом, А. Крыловым, А. Левитаном, В. Микошей)
- 1955 — Пребывание президента Финляндской республики Паасикиви в Москве (совместно с М. Ошурковым, В. Киселёвым, К. Пискарёвым, В. Ходяковым)
- 1955 — Премьер-министр Бирманского Союза У Ну в СССР (совместно с группой операторов)
- 1955 — У новогодней ёлки
- 1958 — М. Горький

Звукооператор
- 1935 — Герои колхозного Туркменистана
- 1935 — Куйбышев
- 1935 — Первомай
- 1936 — На помощь детям и женщинам героической Испании
- 1936 — Празднование 15-летия Советской Грузии (совместно с Д. Овсянниковым)
- 1937 — Московская орденоносная (совместно с Д. Овсянниковым)
- 1937 — Обыкновенная женщина (совместно с И. Ренковым)

## Награды и премии
- медаль «За оборону Москвы» (1944)[6]
- медаль «За оборону Кавказа» (1944)[6]
- медаль «За победу над Германией в Великой Отечественной войне 1941—1945 гг.» (1945)[6]
- медаль «За доблестный труд в Великой Отечественной войне 1941—1945 гг.» (1945)[6]
- Сталинская премия второй степени (1946) — за фильм «Физкультурный парад 1945 года» (1945)[4]
- Сталинская премия первой степени (1947) — за фильм «Молодость нашей страны» (1946)[6]
- орден Трудового Красного Знамени (15 сентября 1948)[6]
- Сталинская премия второй степени (1948) — за фильм «Москва — столица СССР» (1947)[4]
- Сталинская премия второй степени (1949) — за фильм «Демократическая Венгрия» (1948)[4][7]